# ISO 15378
 (mai 2014).
La norme ISO 15378, version 2017, est spécifique aux matériaux d’emballages primaires pour médicaments. Fondée sur la norme ISO 9001, elle prend aussi en compte les Bonnes pratiques de fabrication (BPF). Cette norme définit les exigences en matière de système de management de la qualité au niveau de la conception, de la fabrication, de la fourniture, de la surveillance et de la mesure du produit. Elle comprend notamment des critères concernant les lots de fabrication et leur traçabilité, la maîtrise des conditions environnementales, la validation des processus critiques et la gestion des risques.

## Certification ISO 15378
Toute entreprise ou organisme qui fabrique, emballe ou contrôle des matériaux d’emballages primaires de médicaments peut demander à être certifié ISO 15378. C’est une initiative volontaire mais qui peut être nécessaire pour le maintien de l’activité d’une entreprise avec ses prestataires.
Les bénéfices de la certification ISO 15378 : 
- La sécurité des patients qui utilisent des produits directement en contact avec un emballage est assurée.
- Les matériaux d’emballages pharmaceutiques sont conformes aux exigences des dispositions légales de l’industrie pharmaceutique pour les médicaments.
- Les règles de Bonnes Pratiques de Fabrication sont respectées et l’entreprise dispose d’un système de management effectif et efficace.

La certification ISO 15378 peut être intégrée à d’autres certifications (ISO 14001, ISO 45001,…). Le certificat est valide pendant 3 ans et dispose d’une reconnaissance internationale.